# Clavularia mikado
Clavularia mikado is een zachte koraalsoort uit de familie Clavulariidae. De koraalsoort komt uit het geslacht Clavularia. Clavularia mikado werd in 1955 voor het eerst wetenschappelijk beschreven door Utinomi. 